# Marylin Pla
Marylin Pla (ur. 19 lutego 1984 w Athis) – francuska łyżwiarka figurowa, startująca w parach sportowych z Yannickiem Bonheurem. Uczestniczka igrzysk olimpijskich w Turynie (2006), uczestniczka mistrzostw Europy i świata, 3-krotna mistrzyni Francji (2005–2007). Zakończyła karierę amatorską w 2007 roku.

## Osiągnięcia

### Pary sportowe
Z Yannickiem Bonheurem
| Zawody                                | 02–03          | 03–04          | 04–05          | 05–06          | 06–07          |                |                |                |                |                |                |                |                |                |                |                |                |
| Międzynarodowe                        | Międzynarodowe | Międzynarodowe | Międzynarodowe | Międzynarodowe | Międzynarodowe | Międzynarodowe | Międzynarodowe | Międzynarodowe | Międzynarodowe | Międzynarodowe | Międzynarodowe | Międzynarodowe | Międzynarodowe | Międzynarodowe | Międzynarodowe | Międzynarodowe | Międzynarodowe |
| ------------------------------------- | -------------- | -------------- | -------------- | -------------- | -------------- | -------------- | -------------- | -------------- | -------------- | -------------- | -------------- | -------------- | -------------- | -------------- | -------------- | -------------- | -------------- |
| Igrzyska olimpijskie                  |                |                |                | 14             |                |                |                |                |                |                |                |                |                |                |                |                |                |
| Mistrzostwa świata                    |                |                | 13             | 13             | 14             |                |                |                |                |                |                |                |                |                |                |                |                |
| Mistrzostwa Europy                    |                | 8              | 7              | 6              | 8              |                |                |                |                |                |                |                |                |                |                |                |                |
| GP Cup of China                       |                |                | 8              |                |                |                |                |                |                |                |                |                |                |                |                |                |                |
| GP Skate America                      |                | 10             |                | 8              |                |                |                |                |                |                |                |                |                |                |                |                |                |
| GP Trophée Eric Bompard               |                | 8              | 7              | 9              |                |                |                |                |                |                |                |                |                |                |                |                |                |
| Memoriał Karla Schäfera               |                |                |                | 4              |                |                |                |                |                |                |                |                |                |                |                |                |                |
| Międzynarodowe: Kategorie młodzieżowe |                |                |                |                |                |                |                |                |                |                |                |                |                |                |                |                |                |
| Mistrzostwa świata juniorów           | 14             |                |                |                |                |                |                |                |                |                |                |                |                |                |                |                |                |
| JGP w Chinach                         | 6              |                |                |                |                |                |                |                |                |                |                |                |                |                |                |                |                |
| JGP w Kanadzie                        | 7              |                |                |                |                |                |                |                |                |                |                |                |                |                |                |                |                |
| Olimpijski festiwal młodzieży Europy  | 5              |                |                |                |                |                |                |                |                |                |                |                |                |                |                |                |                |
| Krajowe                               |                |                |                |                |                |                |                |                |                |                |                |                |                |                |                |                |                |
| Mistrzostwa Francji                   | 3              | 2              | 1              | 1              | 1              |                |                |                |                |                |                |                |                |                |                |                |                |

### Solistki
| Mistrzostwa Francji | 8 |